# Igreja Presbiteriana Reformada - Presbitério de Hanover
A Igreja Presbiteriana Reformada - Presbitério de Hanover (em inglês Reformed Presbyterian Church – Hanover Presbytery) é uma denominação protestante, de orientação reformada, fundada em 1991, com congregações nos Estados Unidos e também no Brasil.

## História
As igrejas presbiterianas são oriundas da Reforma Protestante do século XVI. São as igrejas cristãs protestantes que aderem à teologia reformada e cuja forma de organização eclesiástica se caracteriza pelo governo de assembleia de presbíteros. O governo presbiteriano é comum nas igrejas protestantes que foram modeladas segundo a Reforma protestante suíça, notavelmente na Suíça, Escócia, Países Baixos, França e porções da Prússia, da Irlanda e, mais tarde, nos Estados Unidos.
Em 1983 a Igreja Presbiteriana Reformada - Sínodo Evangélico (IPRSE) uniu-se a Igreja Presbiteriana na América (IPA). Desde então, um grupo de igrejas do Presbitério da Geórgia da IPA passou a se opor a forma como a denominação resultante da fusão tomava suas decisões. Sendo assim, estas igrejas se separaram da IPA e formaram o Presbitério do Pacto.
Em 1985 este presbitério cresceu e se desdobrou em quatro presbitérios, organizando assim a assembleia da Igreja Presbiteriana Reformada nos Estados Unidos (IPREU). Em 1990, a denominação mudou seu nome para a Igreja Presbiteriana Reformada nas Américas. 
Em 1991 os quatro presbitérios desta denominação entraram em conflito. Um deles foi Presbitério de Hanover, que  tornou-se uma denominação separada, a Igreja Presbiteriana Reformada - Presbitério de Hanover.
A partir de então a denominação continuou crescendo e possui atualmente igrejas no Brasil.

### Tentativa de união em 2004
Em 2004 o Presbitério de Hanover realizou uma assembleia conjunta com a Igreja Presbiteriana Reformada do Pacto, uma outra denominação conservadora nos Estados Unidos, objetivando uma união. Todavia, conflitos sobre o governo da denominação por um tribunal superior sobre a maneira de lidar com membros participam da Maçonaria impediram a união.

## Doutrina e prática
A Igreja Presbiteriana Reformada - Presbitério de Hanover acredita que a Bíblia é a inspirada e infalível Palavra de Deus, subscreve aos Credos Ecumênicos (Credo Apostólico, Credo Niceno, Credo da Calcedônia e Credo Atanasiano) e aos Padrões de Westminster (Confissão de Fé de Westminster, Catecismo Maior de Westminster, Breve Catecismo de Westminster). Sustentam uma forma de governo da igreja chamado presbiterianismo constitucional, que dá ênfase à autoridade da congregação local na disciplina da igreja e não existem moderadores em curso, placas, comissões ou pessoal assalariado a nível do presbitério ou acima. Assim, a igreja se aproxima do sistema de governo eclesiástico congregacional.

## Igrejas
- Covenant Heritage Presbyterian Church (Birmingham, Alabama)
- Reformed Heritage Church (Los Gatos, California)
- Providence Reformed Presbyterian Church (Covington, Georgia)
- Heritage Presbyterian Church (Cumming, Georgia)
- Southbridge Community Church (Savannah, Georgia)
- Covenant Reformed Presbyterian Church (Evansville, Indiana)
- Christ Church of Story City (Story City, Iowa)
- Manasquan Reformed Bible Church (Manasquan, New Jersey)
- Dillingham Presbyterian Church (Barnardsville, North Carolina)
- Presbyterian Reformed Fellowship (Morehead City, North Carolina)
- Faith Presbyterian Church Reformed (Kemp, Texas)
- Big Ridge Presbyterian Church (Haysi, Virginia)
- Reformed Presbyterian Church of Manassas (Manassas, Virginia)
- Igreja Presbiteriana Reformada em Campo Bom (Campo Bom, Rio Grande do Sul, Brasil)